# Mercure de France
Mercure de France era originariamente il nome di una pubblicazione letteraria francese, che divenne in seguito una casa editrice ed è tuttora attiva come divisione della Gallimard.

## Storia
La rivista settimanale Mercure Galant, da cui avrebbe avuto origine il Mercure de France, venne fondata nel 1672 da Jean Donneau de Visé come pubblicazione d'informazione generale e d'interesse letterario. Venne pubblicata a lungo, ben oltre la morte del suo fondatore, cambiando nome nel 1724 (fu allora che divenne Mercure de France) e continuando a uscire fino al 1825.

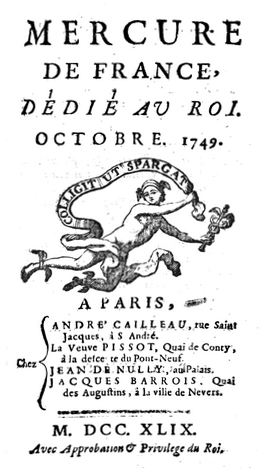
La copertina del numero dell'ottobre 1749 del Mercure de France, che conteneva il bando dell'Accademia di Digione per il concorso che il filosofo Jean-Jacques Rousseau avrebbe vinto con il famoso saggio Discorso sulle scienze e le arti.

La nuova rivista letteraria Mercure de France venne fondata alla fine del XIX secolo da Alfred Vallette in collaborazione con un gruppo di amici; il primo numero venne pubblicato il 1º gennaio 1890, e ben presto la pubblicazione iniziò a incontrare un certo successo, dovuto in gran parte alla sua libertà da vincoli e canoni («Al Mercure si può dire tutto», diceva il fondatore) e alla serietà del suo impegno artistico. Intorno alla fine dell'Ottocento vi scrissero, tra gli altri, Mallarmé ed Hérédia. Nel 1889, in seguito al suo matrimonio con Vallette, la scrittrice Rachilde iniziò a collaborare con il Mercure de France, anche da una posizione editoriale; tale collaborazione sarebbe durata fino al 1924.
Nel 1894 alla rivista si affiancò una vera e propria casa editrice, che avrebbe proseguito la sua attività letteraria per tutto il XX secolo; con le edizioni Mercure de France, prima della Grande Guerra, pubblicarono Gide, Claudel, Colette, Apollinaire; anche la prima traduzione di Nietzsche in francese, ad opera di Henri Albert, fu edita dal Mercure.
Alla morte di Vallette, nel 1935, gli succedette alla guida della casa editrice l'amico Georges Duhamel; nel 1938 però, pressato da altri impegni, costui dovette cedere quella posizione a Jacques Bernard – il quale durante la seconda guerra mondiale collaborò con gli invasori tedeschi e fu per questo condannato nel 1945. Dopo la guerra alla direzione del Mercure fu nominato Paul Hartman, che aveva invece svolto un ruolo importante nella resistenza, anche pubblicando clandestinamente testi antinazisti tra cui alcuni scritti di de Gaulle.
Sotto la sua direzione la rivista conobbe un nuovo periodo di fioritura, con la pubblicazione di testi di Henri Michaux, Pierre Reverdy, Pierre-Jean Jouve, Louis-René des Forêts, Yves Bonnefoy. Nel 1958 la casa editrice venne acquistata dalla Gallimard, e la sua direzione passò a Simone Gallimard; il periodo seguente vide l'edizione delle opere di autori come André du Bouchet, Adunis, Georges Séféris, Pierre Klossowski, Eugène Ionesco, Georges Bataille. Nello stesso periodo, tra gli anni sessanta e gli anni novanta, un gran numero di premi letterari vennero conferiti ad autori pubblicati dal Mercure de France.
Dal 1995 la direzione della rivista è affidata a Isabelle Gallimard, figlia di Simone Gallimard.